# (2419) Moldavia
(2419) Moldavia ist ein Asteroid des inneren Hauptgürtels, der von der sowjetischen Astronomin Ljudmila Tschernych am 19. September 1974 am Krim-Observatorium in Nautschnyj (IAU-Code 095) entdeckt wurde. Sichtungen des Asteroiden hatte es vorher schon am 26. April 1952 unter der vorläufigen Bezeichnung 1952 HS2 am McDonald-Observatorium in Texas gegeben und am 14. März 1955 (1955 EM) am Goethe-Link-Observatorium in Indiana.
Der Asteroid gehört der Vesta-Familie an, einer großen Gruppe von Asteroiden, benannt nach (4) Vesta, dem zweitgrößten Asteroiden und drittgrößten Himmelskörper des Hauptgürtels. Die zeitlosen (nichtoskulierenden) Bahnelemente von (2419) Moldavia sind fast identisch mit denjenigen der beiden kleineren, wenn man von der absoluten Helligkeit von 17,3 und 18,0 gegenüber 13,4 ausgeht, Asteroiden (330280) 2006 SZ288 und (465629) 2009 HC38.
Nach der SMASS-Klassifikation (Small Main-Belt Asteroid Spectroscopic Survey) wurde (2419) Moldavia bei einer spektroskopischen Untersuchung von Gianluca Masi, Sergio Foglia und Richard P. Binzel bei einer Unterteilung aller untersuchten Asteroiden in C-, S- und V-Typen den C-Asteroiden zugeordnet.
Der mittlere Durchmesser von (2419) Moldavia wurde mit circa 6 km berechnet.
Es wurde mehrmals versucht, die Rotationsperiode zu ermitteln, zuerst 1995 am Observatoire de Haute-Provence, wo eine Rotationsperiode von 2,412 Stunden (±0,003) ermittelt wurde. Spätere Beobachtungen von zum Beispiel Brian D. Warner 2009 konnten das Ergebnis jedoch nicht bestätigen, so dass gesagt werden muss, dass die Ergebnisse zu einer zuverlässigen Bestimmung nicht ausreichen.
(2419) Moldavia wurde am 1. Dezember 1982 nach der Moldauischen Sozialistischen Sowjetrepublik benannt.